# 1929 en Inde
Chronologie de l'Inde
- 1925
- 1926
- 1927
- 1928
- 1929
- 1930
- 1931
- 1932
- 1933

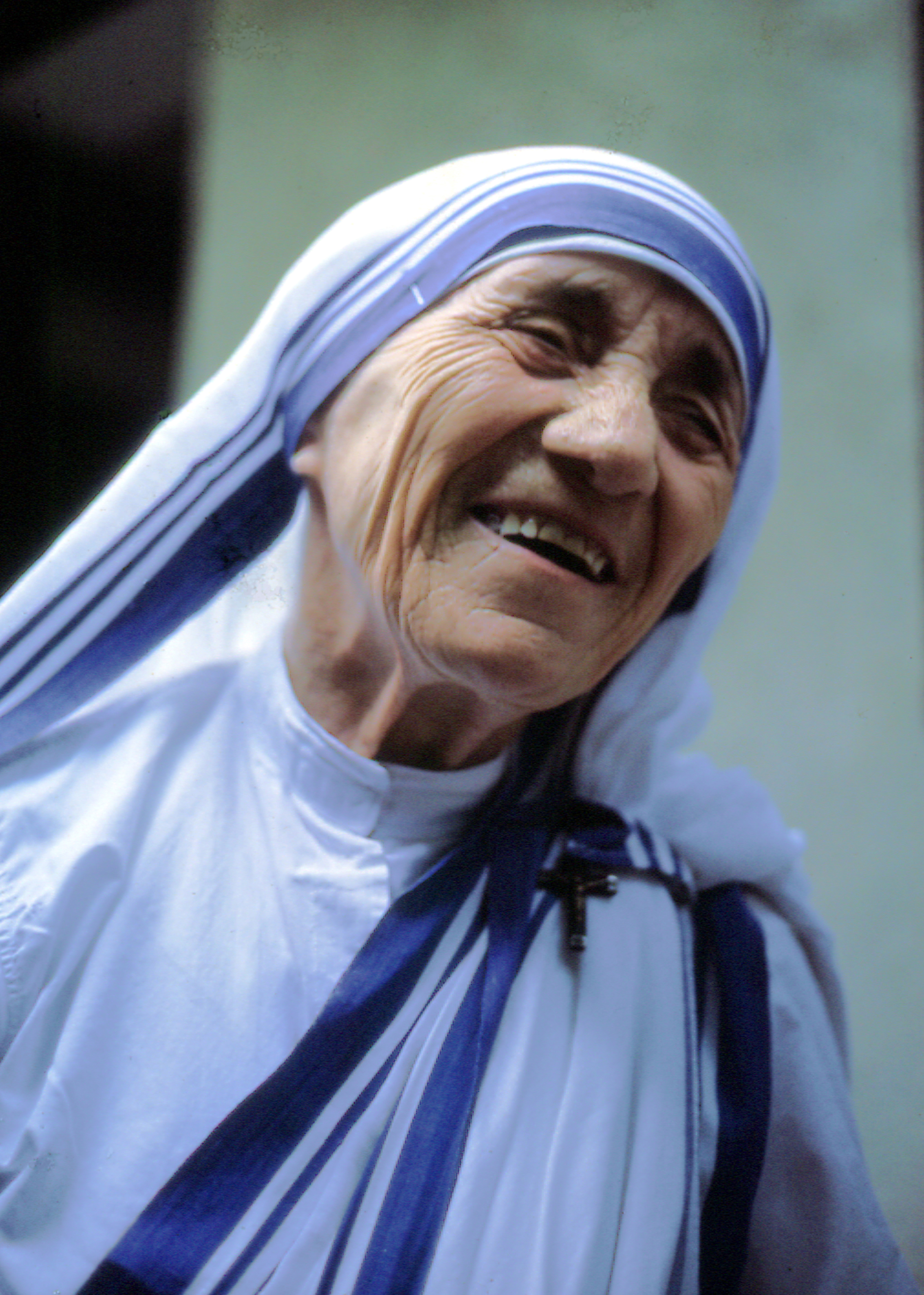
Mère Teresa arrive à Calcutta pour commencer son œuvre d'aide aux pauvres et défavorisés indiens.

Cette page concerne les évènements survenus en 1929 en Inde  :

## Évènement
- 6 janvier : Mère Teresa arrive à Calcutta pour travailler parmi les plus pauvres et les malades de l'Inde.
- 28 septembre : Loi sur la limitation du mariage des enfants (en), fixant l'âge du mariage à 14 ans pour les filles et à 18 ans pour les garçons. Cette loi est ensuite modifiée pour être portée à 18 ans pour les filles et à 21 ans pour les garçons. Elle est populairement connue sous le nom de loi Sharda, du nom de son parrain, Har Bilas Sarda (en). Elle entre en vigueur six mois plus tard, le 1er avril 1930.
- 29 décembre : Le All India Congress de Lahore réclame l'indépendance de l'Inde : les nationalistes radicaux, menés par Jawaharlal Nehru, font adopter par le Congrès national une résolution demandant l'indépendance virtuelle dans un délai d'un an.

## Cinéma
- Melody of Love (en), une production Universal, en anglais, est le premier film parlant projeté en Inde au Elphinstone Picture Palace (en) à Calcutta.
- Gopal Krishna (en), réalisé par V. Shantaram, est le premier film produit par la nouvelle société de Shantaram, Prabhat Films (en). Le film présente l'opposition à la domination britannique sous la forme d'un film de mythologie hindoue.
- Prapancha Pash, également appelé A Throw of Dice, est réalisé par Franz Osten et financé par British Instructional Films Ltd. et les UFA Studios, Berlin. Le film met en vedette Himanshu Rai, Charu Roy et Seeta Devi. Devika Rani, qui a travaillé comme assistante décoratrice sur ce film, épouse Himanshu Rai la même année.
- Kapal Kundala, réalisé par Priyanath N. Ganguly, est le premier film indien à atteindre un jubilé d'argent de 25 semaines.
- Hatim Tai, réalisé par Prafulla Ghosh pour la Krishna Film Company, est basé sur l'histoire populaire du théâtre Parsi (en) impliquant le voyageur Hatim Tai et ses aventures.
- Kono Vonk ?, aussi appelé Whose Fault ?, réalisé par Kanjibhai Rathod pour Krishna Film Company, est un film social basé sur une histoire de K. M. Munshi, sur un enfant veuf épousant l'avocat qui l'aide.

## Création
- Aéroport de Safdarjung (en)
- Himalayan Journal (en), magazine annuel.
- Musée d'Indore (en)
- Université d'Annamalai (en)

## Naissance
- Somnath Chatterjee (en), personnalité politique.
- Sunil Dutt, acteur, réalisateur et producteur.
- Utpal Dutt (en), acteur et réalisateur.
- Altaf Fatima (en), romancier.
- Yash Johar, producteur de cinéma.
- V. C. Kulandaiswamy (en), écrivain.
- Kishore Kumar, acteur et chanteur.
- Purushottama Lal (en), poète.
- Nargis, actrice.
- S. G. Neginhal (en), conservateur des forêts et de la faune sauvage.
- Rajkumar, chanteur et acteur.
- Suraiya, actrice.

## Décès
- Rattanbai Jinnah (en), épouse de Muhammad Ali Jinnah.